# Anna Volochyna
Anna Vyacheslavivna Volochyna (ukrainien : Анна В'ячеславівна Волошина; née le 26 septembre 1991 à Kharkiv) est une nageuse synchronisée ukrainienne. Elle a remporté quinze médailles aux Championnats d'Europe ainsi qu'une médaille d'argent et neuf médailles de bronze aux Championnats du monde.

## Carrière
Aux Championnats du monde de natation 2013, Anna Volochyna remporte trois médailles de bronze en équipe technique, libre et en combiné libre ; il s'agit des premières médailles mondiales de l'Ukraine en natation synchronisée.
Volochyna termine quatrième en solo libre et en solo technbique aux Championnats du monde 2015. Quelques jours plus tard, elle obtient la médaille de bronze en duo libre avec Lolita Ananasova.
Sa meilleure compétition à ce jour est les Championnats du monde 2017 de Budapest, où elle remporte une première médaille d'argent pour l'Ukraine en combiné libre, une médaille de bronze en équipe libre, deux médailles de bronze en couple avec Ielyzaveta Iakhno en duo libre et technique et deux médailles de bronze en solo libre et technique. Elle est la sportive la plus médaillée de l'histoire de la natation synchronisée ukrainienne.